# Kirche Groß Flotow

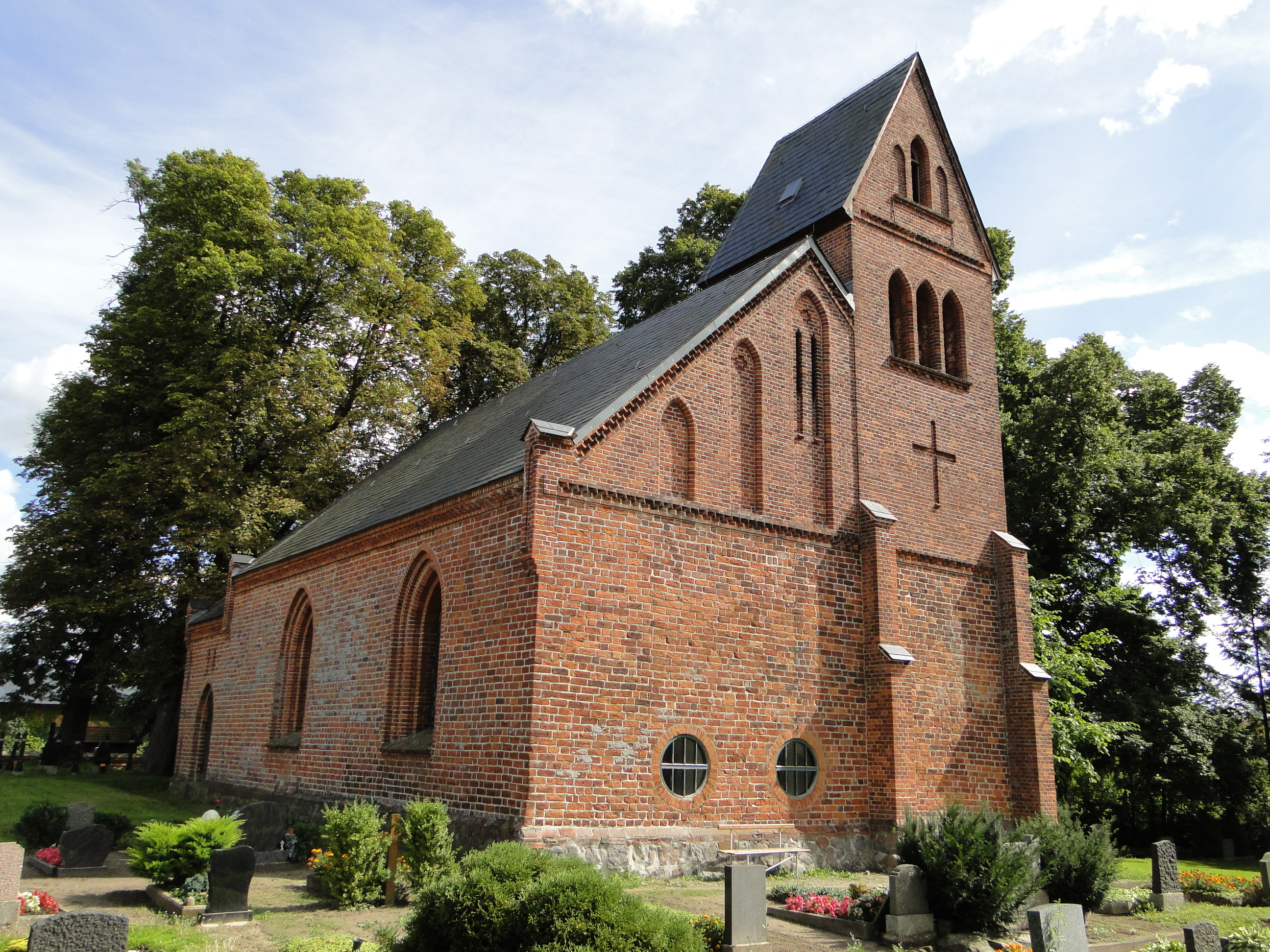
Evangelische Kirche in Groß Flotow

Die Kirche Groß Flotow ist ein denkmalgeschütztes Kirchengebäude in Groß Flotow, einem Ortsteil der Stadt Penzlin im Landkreis Mecklenburgische Seenplatte (Mecklenburg-Vorpommern).

## Geschichte und Architektur
Das rechteckige flachgedeckte Gebäude wurde wohl am Anfang des 14. Jahrhunderts errichtet. Die Außenwände stehen über einem sorgfältig gearbeitetem Feldsteinsockel. Das Südportal mit Viertelstabprofil ist abgestuft. Das Gebäude wurde durch einen Blitzschlag weitgehend zerstört. Bei der in die Bausubstanz eingreifenden Renovierung von 1894 bis 1895 wurde der Chor innen durch den Anbau von Nebengebäuden und außen durch die Herabsetzung der Traufhöhe verändert. Der rechteckige Chor ist leicht eingezogen. Die Wände im Chorraum sind durch drei Fenster mit Glasmalereien gegliedert. Der nach Süden verschobene Westturm wurde angebaut; Fenster, Traufsims und Giebel wurden erneuert.

## Ausstattung
- Die neugotische Holzausstattung stammt aus der Zeit von 1894 bis 1895

## Gemeinde
Groß Flotow war seit 1713 durchgehend Filialkirche von Groß Lukow (heute ebenfalls Ortsteil von Penzlin) und gehört heute mit sieben anderen Kirchen zur Kirchgemeinde Penzlin - Mölln, Kirchenregion Stavenhagen der Propstei Neustrelitz im Kirchenkreis Mecklenburg der Evangelisch-Lutherischen Kirche in Norddeutschland.